# Лава (Асколи Пичено)
Лава (итал. Lava) насеље је у Италији у округу Асколи Пичено, региону Марке.
Према процени из 2011. у насељу је живело 38 становника. Насеље се налази на надморској висини од 187 м.